# Кубок Північної Ірландії з футболу 2018—2019
Кубок Північної Ірландії з футболу 2018–2019 — 139-й розіграш кубкового футбольного турніру в Північній Ірландії. Титул вчетверте здобув Крузейдерс.

## Календар
| Раунд           | Дата               | Матчі | Клуби    |
| --------------- | ------------------ | ----- | -------- |
| Перший раунд    | 11-18 серпня 2018  | 38    | 126 → 88 |
| Другий раунд    | 28-29 вересня 2018 | 32    | 88 → 56  |
| Третій раунд    | 3 листопада 2018   | 16    | 56 → 40  |
| Четвертий раунд | 1 грудня 2018      | 8     | 40 → 32  |
| 1/16 фіналу     | 5 січня 2019       | 16    | 32 → 16  |
| 1/8 фіналу      | 2-11 лютого 2019   | 8     | 16 → 8   |
| 1/4 фіналу      | 1-2 березня 2019   | 4     | 8 → 4    |
| 1/2 фіналу      | 30 березня 2019    | 2     | 4 → 2    |
| Фінал           | 4 травня 2019      | 1     | 2 → 1    |

## 1/16 фіналу
| Команда 1                  | Рахунок | Команда 2                     |
| -------------------------- | ------- | ----------------------------- |
| 5 січня 2019               |         |                               |
| Ардс                       | 0:1     | Каррік Рейнджерс (2)          |
| Баллінамаллард Юнайтед (2) | 5:1     | ПСНІ (2)                      |
| Кліфтонвілль               | 0:1     | Данганнон Свіфтс              |
| Колрейн                    | 2:0     | Харленд-енд-Вульф Велдерс (2) |
| Крузейдерс                 | 4:1     | Гленторан                     |
| Дергв'ю (2)                | 3:2     | Майден Сіті (4)               |
| Дандела (2)                | 1:3     | Балліміна Юнайтед             |
| Гленавон                   | 5:0     | Роузмаунт Рекріейшн (7)       |
| Інститут                   | 0:2     | Ворренпойнт Таун              |
| Ларн (2)                   | 2:1     | Ньюрі Сіті АФК                |
| Нокбреда (2)               | 1:2     | Стребейн Атлетік (4)          |
| Лімаваді Юнайтед (2)       | 0:2     | Ларн Тех Олд Бойс (5)         |
| Лінфілд                    | 1:0     | Балліклер Комрадс (2)         |
| Лофгол (2)                 | 1:4     | Крамлін Стар (4)              |
| Портадаун (2)              | 5:1     | Аббі Вілла (5)                |
| Квінз Юніверсіті (3)       | 6:0     | Лісберн Дістіллері (3)        |

## 1/8 фіналу
| Команда 1                  | Рахунок | Команда 2            |
| -------------------------- | ------- | -------------------- |
| 2 лютого 2019              |         |                      |
| Колрейн                    | 3:0     | Дергв'ю (2)          |
| Ларн (2)                   | 3:1     | Крамлін Стар (4)     |
| Ларн Тех Олд Бойс (5)      | 3:1     | Стребейн Атлетік (4) |
| Лінфілд                    | 1:2 дч  | Крузейдерс           |
| 11 лютого 2019             |         |                      |
| Баллінамаллард Юнайтед (2) | 1:0     | Каррік Рейнджерс (2) |
| Балліміна Юнайтед          | 4:1     | Портадаун (2)        |
| Ворренпойнт Таун           | 2:0     | Квінз Юніверсіті (3) |
| Гленавон                   | 0:1     | Данганнон Свіфтс     |

## 1/4 фіналу
| Команда 1        | Рахунок      | Команда 2                  |
| ---------------- | ------------ | -------------------------- |
| 1 березня 2019   |              |                            |
| Ларн (2)         | 3:5 дч       | Колрейн                    |
| 2 березня 2019   |              |                            |
| Ворренпойнт Таун | 3:1          | Ларн Тех Олд Бойс (5)      |
| Данганнон Свіфтс | 2:2 пен. 2:3 | Баллінамаллард Юнайтед (2) |
| Крузейдерс       | 3:0          | Балліміна Юнайтед          |

## 1/2 фіналу
| Команда 1                  | Рахунок      | Команда 2        |
| -------------------------- | ------------ | ---------------- |
| 30 березня 2019            |              |                  |
| Баллінамаллард Юнайтед (2) | 0:0 пен. 5:4 | Ворренпойнт Таун |
| Колрейн                    | 0:2          | Крузейдерс       |

## Фінал
| 4 травня 2019 16:30 (EEST) |

| Баллінамаллард Юнайтед | 0:3      | Крузейдерс                   |
| ---------------------- | -------- | ---------------------------- |
|                        | Протокол | Оуенс 6' Лоурі 47' Кларк 53' |

| Віндзор Парк, Белфаст Арбітр: Ян Макнабб |